# Friedrich von Manfredini

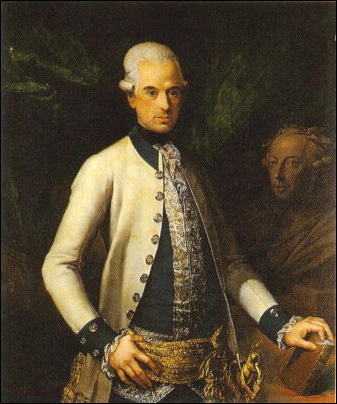
Friedrich von Manfredini (1743–1829)

Marchese Friedrich von Manfredini (italienisch Federigo di Manfredini; * 24. August 1743 in Rovigo; † 19. September 1829 in Campo Verardo bei Padua) war k.k. Staatsmann und Mäzen sowie Inhaber des Infanterie-Regiments No. 12.

## Herkunft

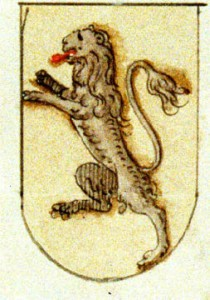
Wappen der Marchesi Manfredini zu Rovigo
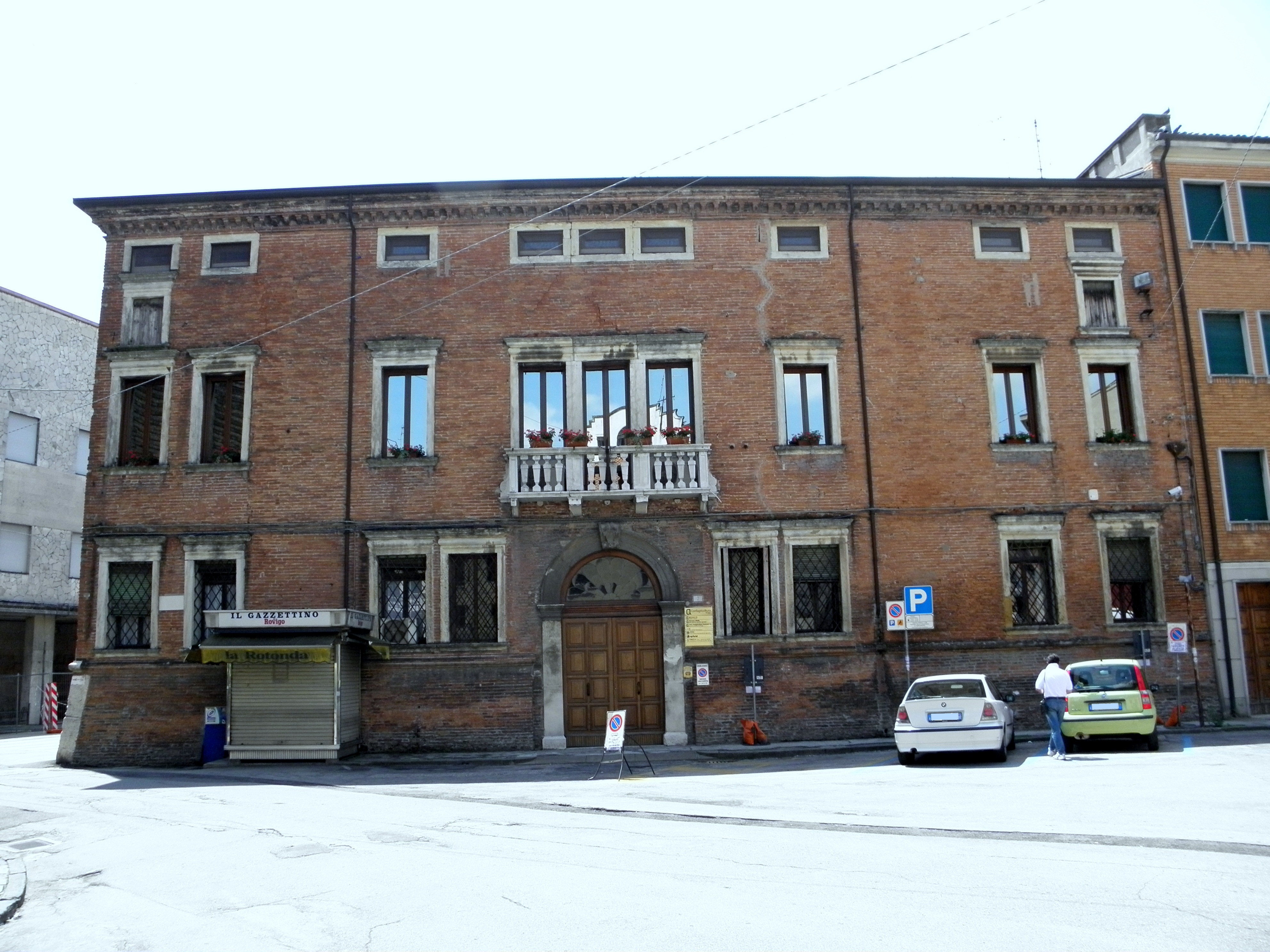
Palazzo Manfredini in Rovigo (2011)

Er entstammte der alten Familie der Marchesi Manfredini zu Rovigo. Seine Eltern waren Giuseppe Manfredini und dessen Ehefrau Ancilla Minguelli, Tochter des venezianischen Adeligen Bernardo Minguelli.

## Leben
Sein Vater erkannte die Begabung des jungen Friedrich. Daher erhielt er eine gute Ausbildung zunächst auf dem Adels-Kollegium in Modena und danach auf der kaiserliche Akademie in Florenz.
Manfredini wollte dann wie viele adelige Venezianer in die österreichische Armee eintreten. Die Familie Manfredini gehörte dem lokalen Adel von Rovigo an, war allerdings von der Provinzverwaltung ausgeschlossen. Diese Tatsache mag mit ausschlaggebend dafür gewesen sein, dass er in kaiserliche Dienste trat.
Er tat das mit Zustimmung seines Vaters und schon nach kurzer Zeit fiel er den Feldmarschallen Botta d’Adorno und Poniatowski positiv auf. Manfredini wurde schnell befördert und wurde bald Major im Regiment Stein. 1776 wurde er vom Kaiser Joseph II. an den Grafen Colloredo-Mannsfeld verwiesen, der ihn als Erzieher der kaiserlichen Neffen, der Kinder Erzherzogs Leopold einsetzen sollte. Für seinen Leistungen wurde er bei einem Besuch des Kaisers zum Oberst befördert. Als der älteste Sohn von Leopold der nachmalige Kaiser Franz nach Wien kam, wurde Manfredini wirklichen geheimen Staatsrat und Erzieher aller Söhne von Leopold ernannt.
Als 1788 Österreich in den 8. Türkenkrieg eintrat, erhielt Manfredini die Genehmigung sich der Armee anzuschließen. Er nahm unter Laudon an der Belagerung von Belgrad teil, der ihn in seinem Bericht positiv vermerkte. Dafür wurde er am 25. September 1789 mit Rang vom 17. September 1789 zum Generalmajor befördert. Nach dem Krieg kehrte er nach Florenz zurück. Aber als der Kaiser starb, wurde sein Bruder der Erzherzog sein Nachfolger und Manfredini begleitete ihn nach Wien. Als Leopold als Palatin von Ungarn bestätigt wurde, erhielt Manfredini die Würde eines ungarischen Magnaten. Anschließend kehrte er nach Florenz zurück, wo er Oberhofmeister des Erzherzogs Ferdinand wurde. Der überraschende Tod von Leopold II. im Jahr 1792 machte nun Franz zum Kaiser. Manfredini begleitete Ferdinand zur Krönung nach Wien und wurde dort vom neuen Kaiser mit dem Großkreuz des St. Stephan-Orden geehrt. Außerdem wurde er Inhaber des Infanterie-Regiments No. 12, anschließend kehrte er nach Florenz zurück. Der Erste Koalitionskrieg erreichte auch Florenz und Manfredini floh vor den Franzosen nach Sizilien. Von dort holte ihn der Kaiser Ende 1800 nach Wien, der Großherzog Ferdinand setzte ihm eine Pension aus. 1801 erhielt dieser das Kurfürstentum Salzburg für das verlorene Modena und holte Manfredini als Minister nach. Am 1. Januar 1802 wurde er zum Feldmarschall-Lieutenant befördert. Nach dem Frieden von Preßburg, erhielt Ferdinand das Fürstbistum Würzburg, Manfredini folgte ihm.
1807 stiftete Ferdinand die St. Josephs-Orden und Manfredini wurde Träger des Großkreuzes. 1809 erlitt er einen Reitunfall und wurde in den Ruhestand verabschiedet. Er zog nach Campo Verardo, wo er eine Villa und Grundstücke gekauft hatte.
Schon am Hof des Großherzogs hatte er viele Intellektuelle und Künstler an den Hof geholt. Er hatte dort Fossombroni, Lampradi, Pignorti, Morosi, Bagnoli, Morghen und Matteini kennen gelernt. Als Minister in Salzburg unterstützte er den Musikier Michael Haydn (Bruder von Joseph Haydn) noch kurz vor dessen Tod mit 100 Gulden.
Auch im Ruhestand förderte er die Künstler weiter. In seinem Testament verfügte er das fünftausend Zechinen an das Waisenhaus in Padua gespendet werden, seine reiche und wertvolle Kupferstich-Sammlung ging an das dortige Seminar, seine Gemäldesammlung erhielt die Stadt Venedig (Pinacoteca Manfrediniana).